# Independent Group
Die Independent Group (IG) war eine Vereinigung britischer Künstler, die 1952 am Institute of Contemporary Arts (ICA) in London von Lawrence Alloway, Alison und Peter Smithson, Richard Hamilton, Eduardo Paolozzi, Reyner Banham und anderen gegründet wurde. 
Die Künstlervereinigung war ein eher lockerer Zusammenschluss aus Architekten, Bildhauern und Kunstkritikern und diskutierte schon früh Gedanken zur Einbeziehung der Trivialkultur wie Werbung und Massenmedien in den Kunstbegriff. Hier entstand auch der Begriff der Pop Art im Jahre 1956.
Der enge Kreis der Künstlergruppe zählte zirka 20 Mitglieder. Im Vordergrund stand nicht das Endprodukt Ausstellung, sondern das Aneignen von Erkenntnissen über Quellen, Zusammenhänge und Auswirkungen. Es dominierten zunächst die Vorführungen, in denen Eduardo Paolozzi seine Bunk-Collagen präsentierte. Er zog keinerlei Gliederungsprinzip in Erwägung, sondern zeigte ohne jeden Kommentar eine rasche Folge projizierter Collagen, die aus Illustrierten, Trivialliteratur und Produktwerbung zusammengestellt waren.
Diese Art Vortrag war maßgebend für die gesamte Pop-Richtung. Paolozzi und seine Independent Group Mitglieder waren sich dieser tieferen Bedeutung bewusst, behaupteten aber nur Lieblingsbilder ausstellen zu wollen. 
Die ersten Vorträge waren – mit Ausnahme der von Paolozzi – eher technischen Themen gewidmet, wie z. B. Karosserieentwürfen, Maschinenästhetik und Hubschrauberdesign. Erst später gewannen Aspekte wie Mode, Science-Fiction, Popmusik und Hollywood-Filme an Bedeutung. Immer mehr Mitglieder der Independent Group widmeten sich der vielfältigen Erscheinungsform der Massenkultur.

## Ausstellungen
- 1953 am ICA Parallel of Life and Art
- Ihre letzte gemeinsame Aktion war 1956 die Ausstellung This Is Tomorrow.